# Fakó tőkegomba
A fakó tőkegomba vagy fakó lánggomba (Pholiota lenta) a harmatgombafélék családjába tartozó, főleg Európában és Észak-Amerikában gyakori, lomb- és fenyőerdőkben élő, nem ehető gombafaj. 

## Megjelenése
A fakó tőkegomba kalapja 3-10 cm széles, alakja fiatalon domború, később ellaposodik. Színe fehéres, szürkéssárgás, olivsárgás, barnás, agyagszürkés, okkeres lehet, közepe gyakran rozsdasárga. Felülete erősen nyálkás, fiatalon fehéres pikkelyek borítják, amelyek hamar lekopnak. Húsa puha, fehéres vagy krémszínű, tövében rozsdabarna. Szaga nincs, íze kesernyés, retekszerű.
Vékony lemezei tönkhöz nőttek, néha kissé lefutóak. Fiatalon halványsárgák, később szürkésbarnák, agyagszínűek.
Spórapora dohánybarna. Spórája elliptikus vagy bab alakú, sima, mérete 5,5-7 x 3,5-4,5 mikrométer.
Tönkje 4-12 cm magas és 0,5-1,5 cm vastag. Alakja hengeres, tövénél néha kissé gumós. Színe fehéres, töve sárgásbarna. Felülete selymes-szálas, pelyhes, fiatalon pókhálószerű fátyol borítja, amelynek szálai később is megmaradhatnak.

### Hasonló fajok
Változatos megjelenésű gomba, leginkább a nem ehető sötétlábú fakógombával lehet összetéveszteni.

## Elterjedése és termőhelye
Európában, Észak-Amerikában, Japánban, Ausztráliában és Új-Zélandon fordul elő. Magyarországon gyakori. 
Lomberdők és fenyvesek talaján található meg. 

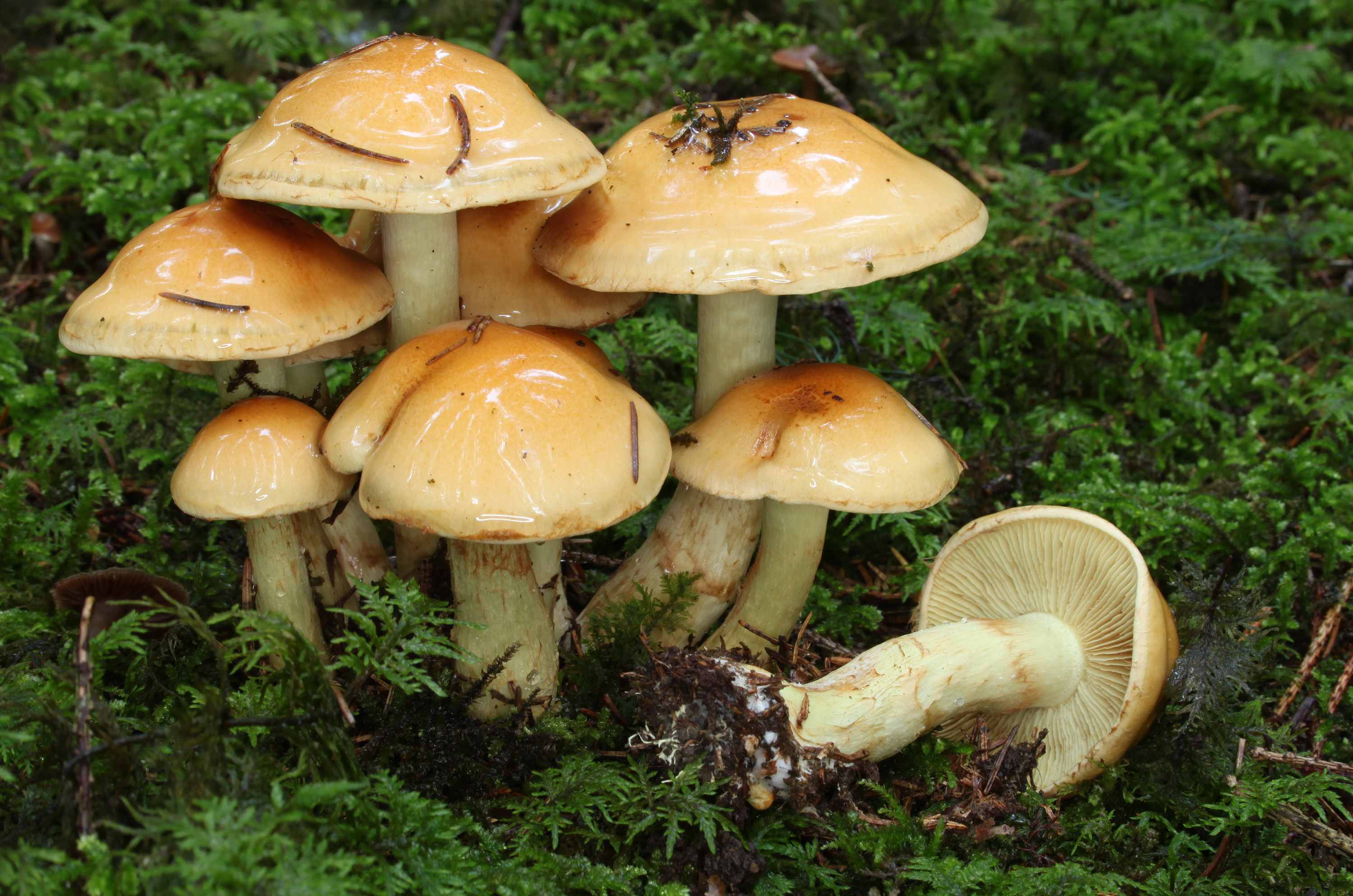
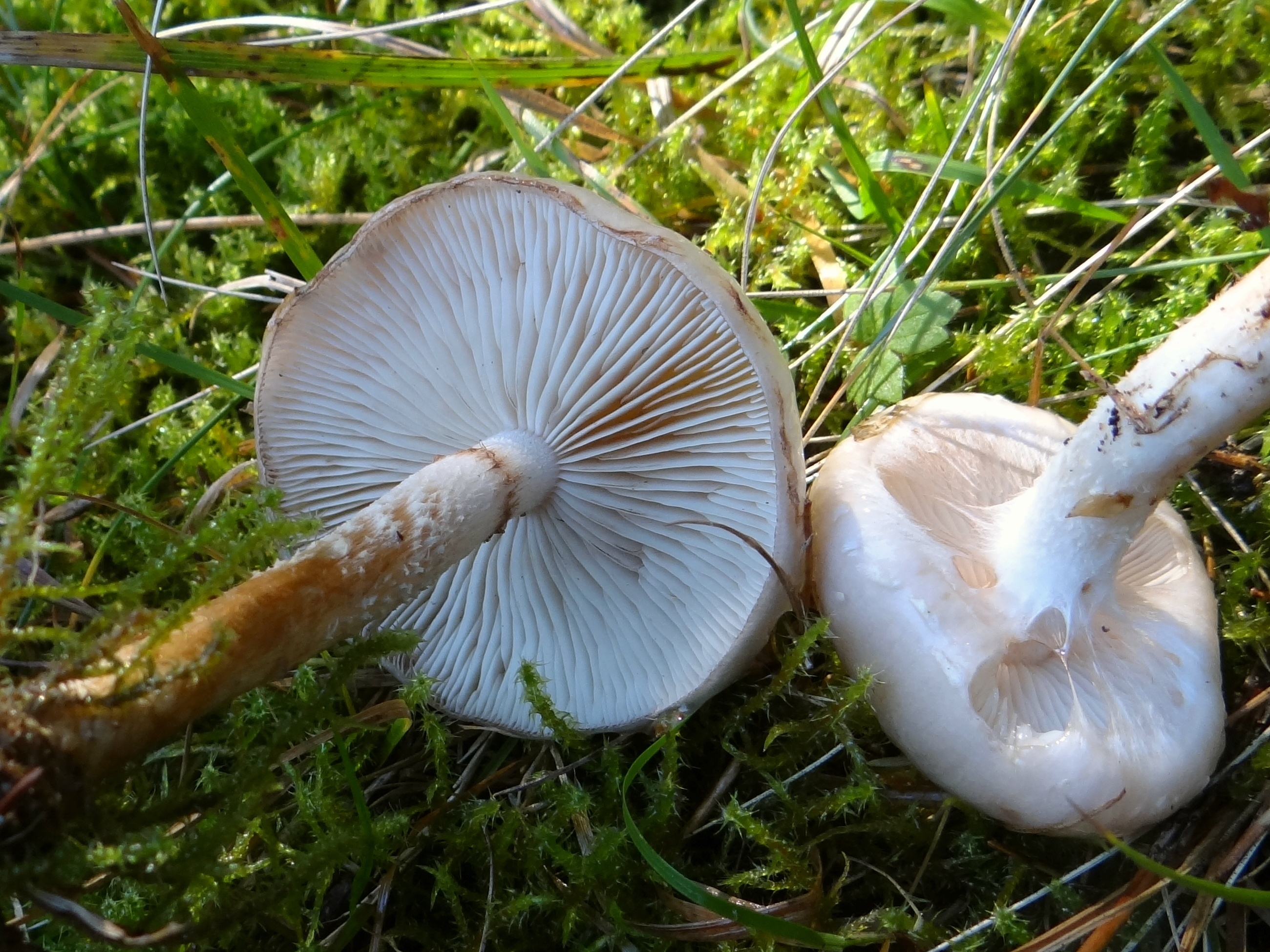
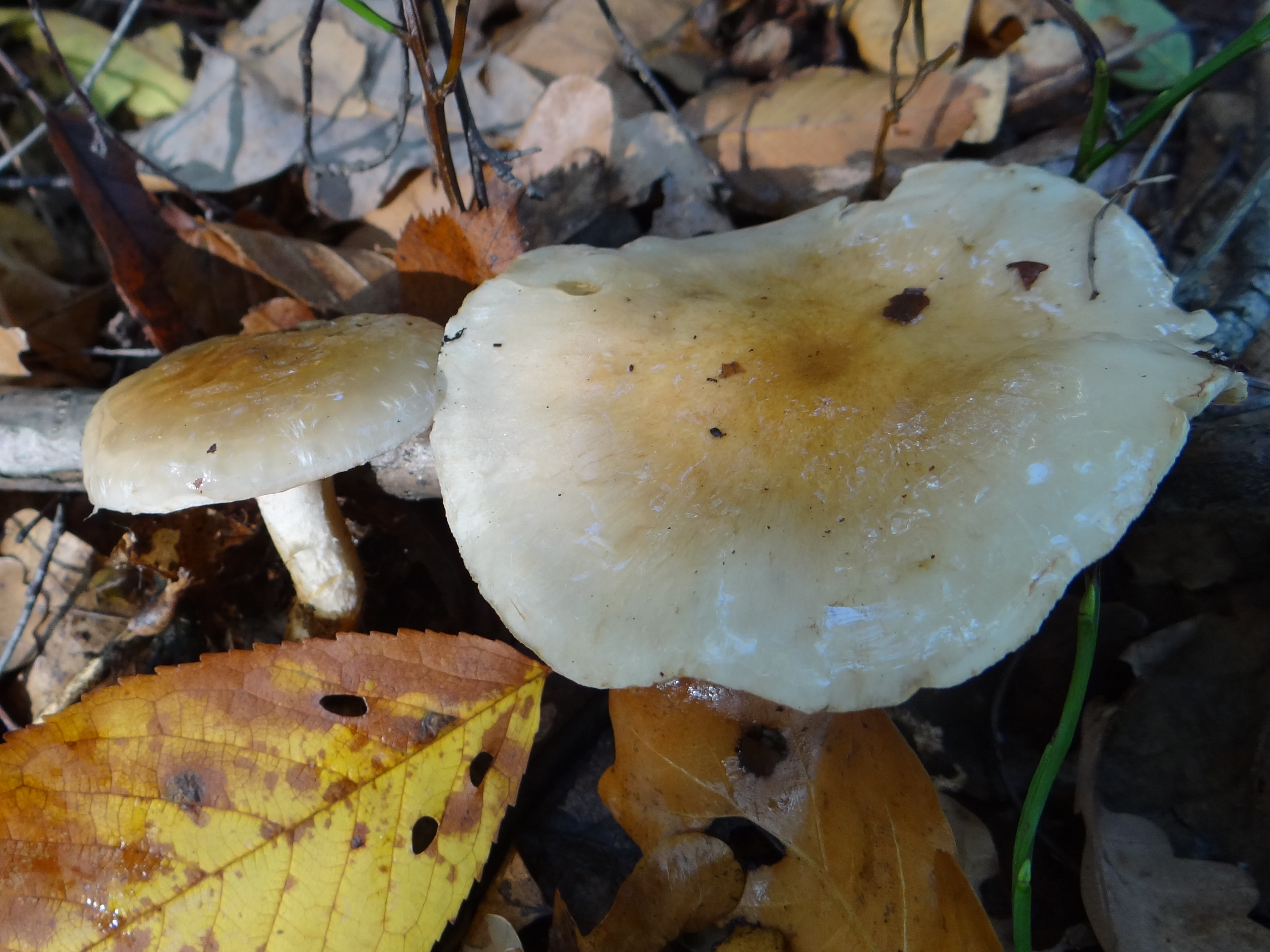
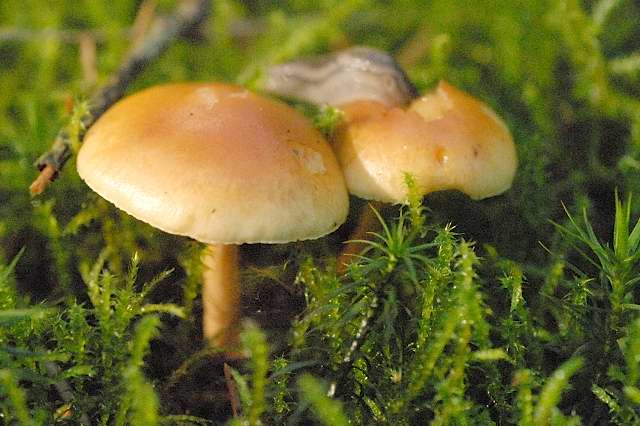
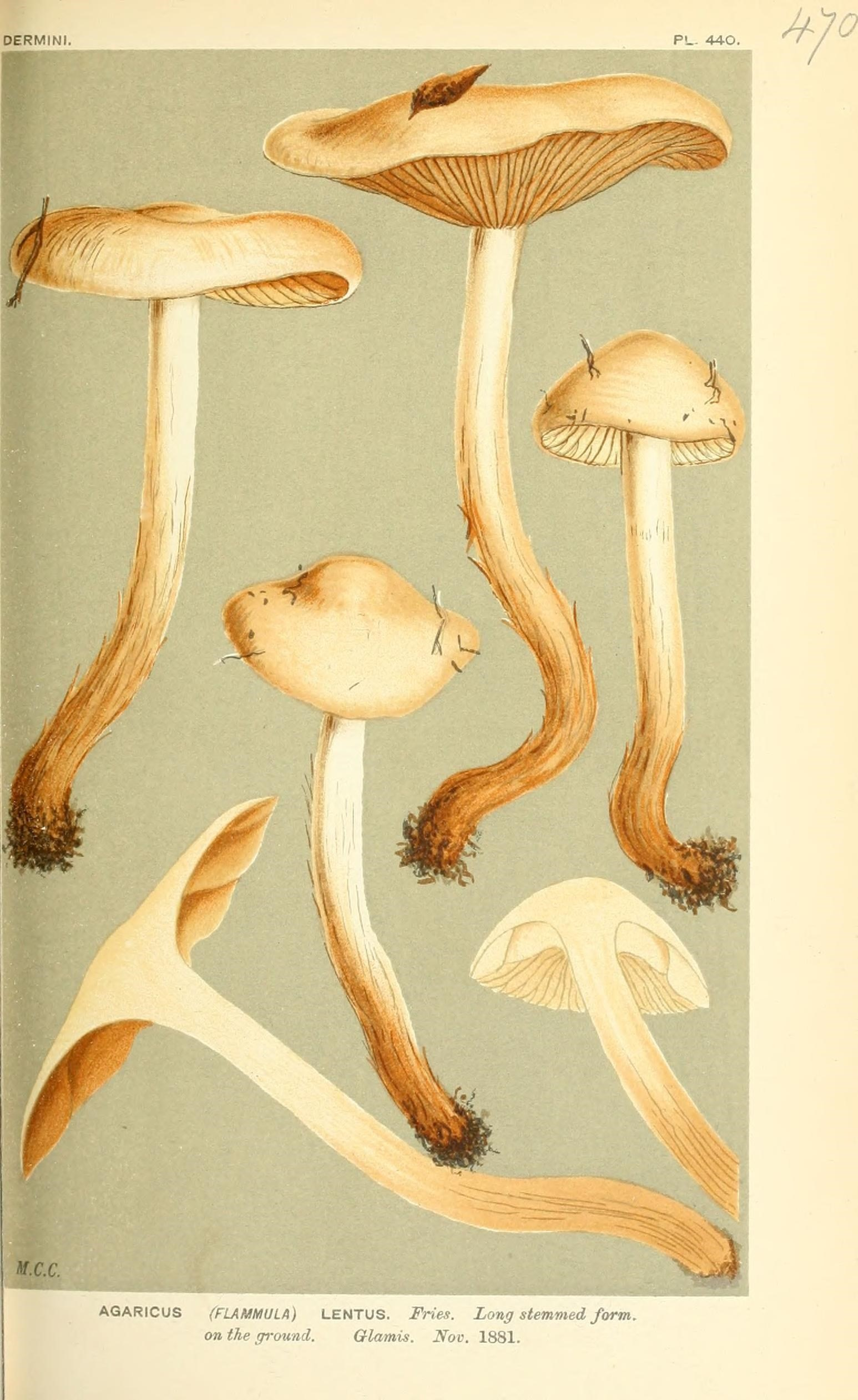

Nem ehető. 